# 야흐야 신와르의 죽음

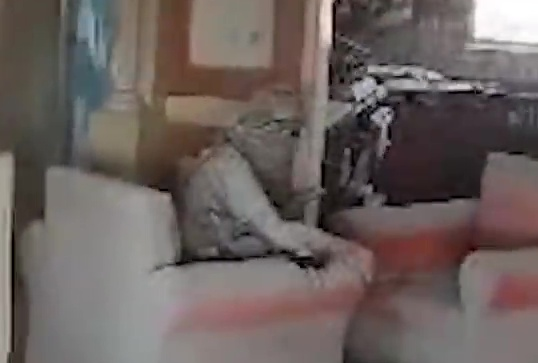
신와르는 사망 직전 케피예로 얼굴을 가린 채 이스라엘 무인 항공기를 응시하고 있다.

2024년 10월 16일, 이스라엘-하마스 전쟁에서 작전의 일환으로 이스라엘 방위군 (IDF)은 하마스 지도자 야흐야 신와르를 사살했다. 이스라엘의 일반적인 순찰로 가자 남부 도시 라파에서 우연히 마주쳐 사살된 것이다. 그는 2023년 10월 7일 하마스가 주도한 이스라엘 공격 이후 이스라엘이 가장 수배하는 인물 중 한 명이었다.